# Berryessa Snow Mountain National Monument
Le Berryessa Snow Mountain National Monument est un monument national américain désigné comme tel par le président des États-Unis Barack Obama le 10 juillet 2015. Il protège 1 339 km2 dans les comtés de Colusa, Glenn, Lake, Mendocino, Napa, Solano et Yolo, en Californie.

## Description
Le monument comprend les régions de Snow Mountain, Cache Creek et Cedar Roughs Wilderness. Le lac Berryessa lui-même n'a pas été inclus dans les limites du monument en raison des préoccupations quant à la possibilité que l'utilisation de bateaux à moteur, de scooters des mers et de jet-skis puisse être limitée à l'avenir.

### Écologie
La faune de la région comprend les pygargues à tête blanche, des aigles royaux, des ours noirs, des pumas, des wapitis, des cerfs à queue noire, des grands-ducs, des martres... La région abrite également certaines des plantes les plus rares au monde, décrites comme "des plantes serpentines particulièrement délicates accrochées à des montagnes par ailleurs stériles et rocheuses". La haute montagne Snow Mountain est l’une des régions les plus biologiquement diverses en Californie.

## Galerie

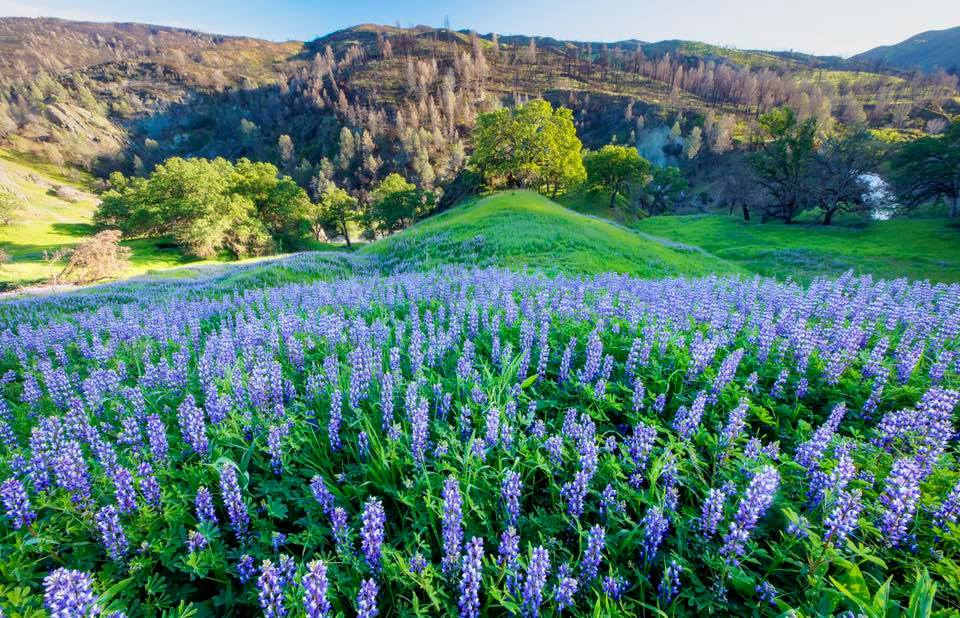
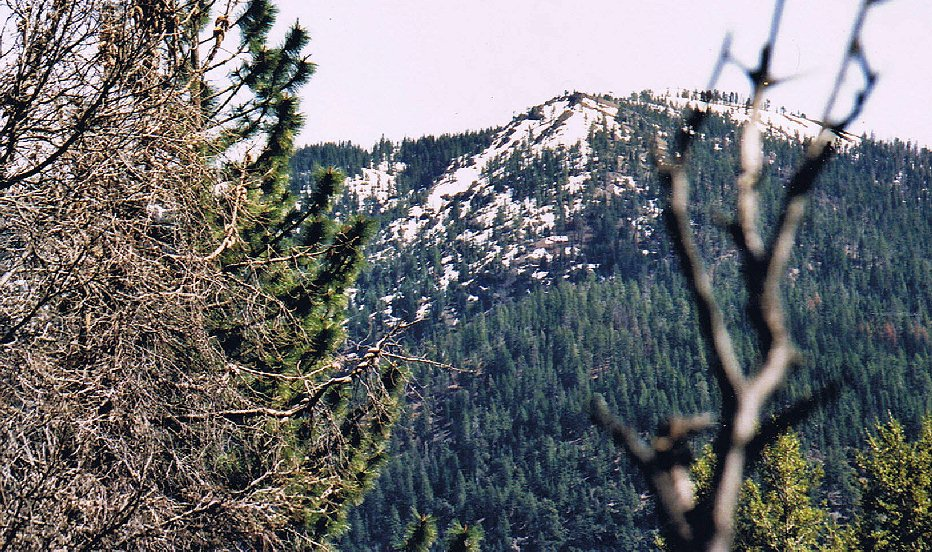
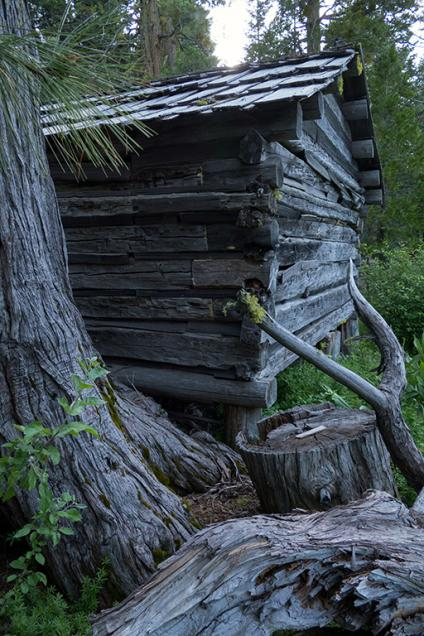
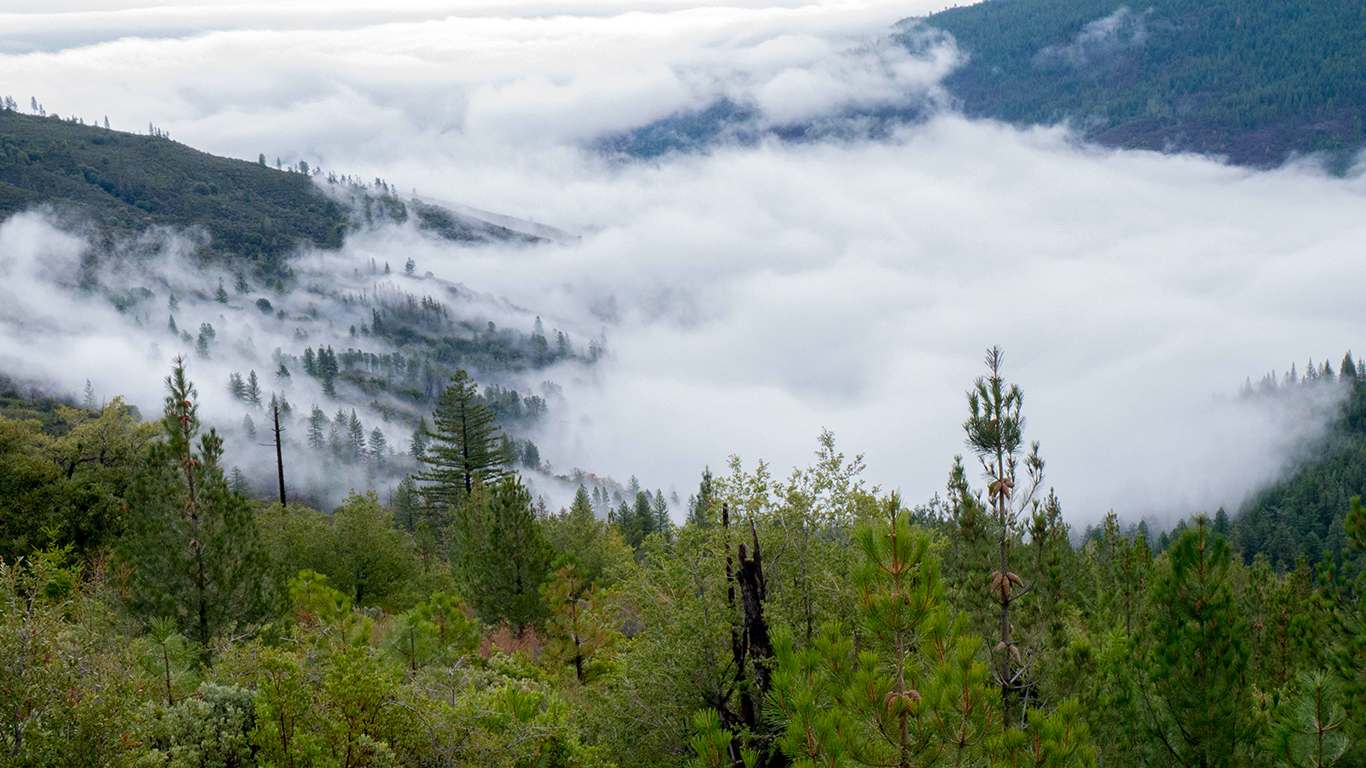
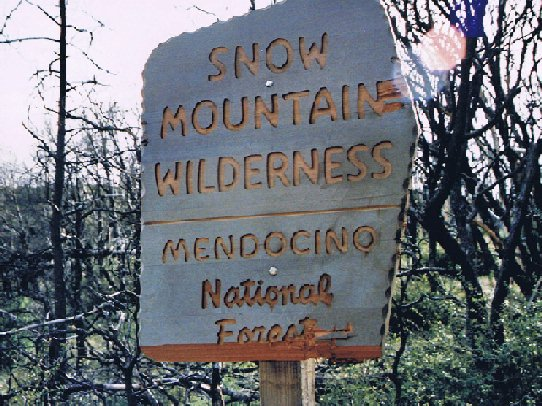